# Groß Schacksdorf-Simmersdorf
Groß Schacksdorf-Simmersdorf (tiếng Sorbia: Tšěšojce-Žymjerojce) là một đô thị thuộc huyện Spree-Neiße, bang Brandenburg, Đức. Đô thị Groß Schacksdorf-Simmersdorf có diện tích 25,11 km², dân số thời điểm 31 tháng 12 năm 2006 là 1278 người.